# درنوویتسه (ناحیه ویشکوف)
درنوویتسه (به چکی: Drnovice) یک منطقهٔ مسکونی در جمهوری چک است که در ناحیه ویشکوو واقع شده‌است. درنوویتسه ۱۱٫۹۶ کیلومتر مربع مساحت و ۲٬۳۶۹ نفر جمعیت دارد و ۲۵۶ متر بالاتر از سطح دریا واقع شده‌است.